# Cerkiew św. Jerzego w Żmigrodzie
Cerkiew pod wezwaniem św. Jerzego – prawosławna cerkiew parafialna w Żmigrodzie. Należy do dekanatu Wrocław diecezji wrocławsko-szczecińskiej Polskiego Autokefalicznego Kościoła Prawosławnego.
Zlokalizowana przy ulicy Tadeusza Kościuszki, w budynku mieszkalnym pochodzącym z XIX wieku. Do celów liturgicznych zaadaptowany został (po 1973) parter kamienicy. Wewnątrz mieści się skromny ikonostas. Na piętrze znajduje się mieszkanie proboszcza.